# Демократическая партия (Ботсвана)
Демократическая партия Ботсваны (ДПБ) — политическая партия в Ботсване, являлась правящая партией с 1966 по 2024 год.

## История
Партия была основана в Лобаце в ноябре 1961 года Серетсе Кхамой, ставшим председателем. Вместе с Кветтом Кетумиле Масире, ставшим первым генеральным секретарём, они составили партийные документы и 28 февраля 1962 года провели первое публичное собрание партии. С провозглашением независимости лидеры партии Кхама и Масире стали президентом и вице-президентом соответственно. На протяжении последующих трёх десятилетий доминировала на парламентских выборах, когда оппозиция получала не более 9 мандатов.
На выборах 2009 года партия выиграла 51,7 % голосов избирателей и 44 из 57 мест. Кандидат от ДПБ — Ян Кхама.

## Идеология
ДПБ опирается на традиционные тсванийские общины, выражая интересы племенных вождей и фермеров. Поэтому она сохранила консервативную ориентацию, несмотря на изначально провозглашаемые социалистические и панафриканистские лозунги.

## Управление
Её председатель — Сламбер Тсогване. Консультативный член Социнтерна.